# Le Bar du vieux Français
Le Bar du vieux Français est une bande dessinée des Belges Denis Lapière (scénario) et Jean-Philippe Stassen (dessin et couleur) publiée en deux volumes par Dupuis dans sa collection Aire libre en 1992 et 1993. Elle a connu un grand succès critique.
Ces deux hommes ont déjà collaboré pour divers productions de bandes dessinées comme Bahamas aux éditions Albin Michel en 1988 ; ou encore Bullwhite en 1989 toujours chez Albin Michel.

## Synopsis
Plongé en plein milieu du désert, un bar. Lieu de rencontre du nulle part, un vieux français s'y est installé et passe son temps à narrer des histoires aux personnes de passage. Les habitués, comme son vieil ami Mehmed, les connaissent par cœur, ne sachant faire la balance entre le vrai et l'imaginaire des histoires de cet homme atypique. Mais les choses ont changé depuis que deux enfants, une année auparavant, ont fait une halte dans ce bar. Dès lors cet homme ne pense qu'à leur retour.
En effet, Leila et Célestin ont vu leurs chemins se croiser dans ce bar par le hasard de la vie. Chacun d'eux suivait sa route, plus ou moins errante, en quête de quelque chose ; une quête envers eux-mêmes. Leur rencontre fixa pour chacun d'eux un nouveau départ. Ils repartirent du bar ensemble, saisissant une occasion qui les remit sur les routes de la vie. Après avoir passé quelques jours ensemble à Tanger, leurs routes se séparèrent à nouveau, pour finir ce qu'ils avaient respectivement entrepris avant leur rencontre avec le vieux français.
Mais ces quelques jours leur avaient fait découvrir un attachement auquel l'un et l'autre tenaient plus que tout. C'est pourquoi ils décidèrent que ce bar, qui avait marqué un tournant pour chacun d'eux, serait le lieu où ils seraient continuellement attachés. Leur adresse à eux, où ils s'écrivirent pendant leur séparation, et où ils se retrouveraient pour tracer leur avenir...

## Albums
- Le Bar du vieux Français, Dupuis, coll. « Aire libre » :

1. Tome 1, mai 1992.
2. Tome 2, juin 1993. Édition spéciale, pour les libraires et spécialistes, tirée à 750 exemplaires.

- Édition intégrale, 1999.
- Nouvelle édition des deux tomes en mai 2003.

## Prix
- 1992 :
  -  Prix de la meilleure bande dessinée des 24 h du Livre du Mans[1]
  -  Prix de la meilleure bande dessinée étrangère du festival de Bréda[1]
- 1993 : 
  -  Prix Bloody Mary au festival d'Angoulême[2]
  -  Alph-Art coup de cœur du festival d'Angoulême
  -  Prix du jury œcuménique de la bande dessinée
  -  Prix Canard, Sierre[1]
  -  Grand Prix de la Ville de Durbuy[1]
- 2005 :  Grand Prix des 20 ans de l'ACBD, 2005[2]